# 여주 구곡사 석불입상
여주 구곡사 석불입상은 대한민국 경기도 여주시 가업동, 구곡사에 있는 석불이다. 2014년 1월 8일 여주시의 향토유적 제22호로 지정되었다.

## 개요
구곡사는 대한불교조계종 제2교구 말사로 고려시대부터 이어져온 사찰로 알려져 있다. 석불입상은 대웅전 축대 앞에 외부 얕은 단에 봉안되어 있으며, 불상의전체 높이는 194cm, 최대 폭은 79cm, 두부높이 65cm, 두부폭 50cm, 측면 두께는 30cm로 장방형의 판석형 화강암으로 되어있음, 현재 광배와 대좌는 확인되지 않으며, 불상의 하부는 30-40cm가량 매몰되어 있는 상태이다.